# Hawkshead
Hawkshead – wieś w Anglii, w Kumbrii, w dystrykcie (unitary authority) Westmorland and Furness. Leży 58 km na południe od miasta Carlisle i 372 km na północny zachód od Londynu. W 2001 miejscowość liczyła 589 mieszkańców.